# Emmanuel de Mac Mahon
Emmanuel Marie Mac-Mahon, conte di Mac Mahon (Parigi, 26 novembre 1859 – Parigi, 6 giugno 1930), è stato un generale francese.

## Biografia
Figlio secondogenito del maresciallo Patrice de Mac Mahon e di sua moglie Élisabeth de La Croix de Castries, Emmanuel studiò all'École spéciale militaire de Saint-Cyr dal 1878 al 1880.
Nominato comandante di battaglione dal 3 aprile 1899 nel 51º reggimento di fanteria, quando raggiunse il grado di tenente colonnello ottenne il comando del 155º reggimento di fanteria. Promosso colonnello il 25 dicembre 1911, Mac Mahon rimase a capo del proprio reggimento al momento della mobilitazione generale (agosto 1914), e la conservò sino al 27 settembre di quello stesso anno quando venne spostato al fronte e promosso generale di brigata il 27 ottobre 1914. Nel novembre del 1914 ottenne il comando dell'80ª brigata di fanteria.
Il conte di Mac Mahon fu membro del Jockey Club e dell'Union artistique.
Morì a Parigi nel 1930.

## Matrimonio e figli
Emmanuel de Mac Mahon sposò il 2 giugno 1892 a Parigi (con la benedizione del cardinale Richard, arcivescovo di Parigi) nella chiesa di Santa Clotilde, Marie Marguerite Antoinette Camille de Chinot (25 aprile 1872 - 13 maggio 1960), figlia di Gaston-Antoine de Chinot, visconte di Fromessent, ufficiale dei corazzieri. La coppia ebbe insieme i seguenti figli:
- Marthe Amélie (26 marzo 1893 - 25 agosto 1980), sposò il 19 febbraio 1914 a Parigi, Marie Charles Guy de Miribel (3 novembre 1885 - 28 febbraio 1981), conte di Miribel;
- Marie Brigitte (6 luglio 1900 - 5 aprile 1991), sposò il 12 marzo 1925 a Parigi, Antoine Charles Marie Jules de Touchet (3 febbraio 1886 - 6 giugno 1944), marchese di Touchet, capo squadrone di cavalleria;
- Patrice Maurice Gaston Joseph (30 ottobre 1902 - 18 agosto 1932), cavaliere della Legion d'onore.